# 카시와 스스무
카시와 스스무(일본어: 柏 進, 1972년 3월 16일~)는 일본의 배우로, 도쿄도 출신이다.